# Обсерваторія Безелі
Обсерваторія Безелі — перша астрономічна обсерваторія Мадагаскару. Обсерваторією керують Haikintana, Малагасійська асоціація сприяння науці, Астрономічне товариство Франції та Ураноскоп Франції. Діяльність обсерваторії спрямована на розвиток астрономії та науки на Мадагаскарі та в Африці. На його честь названо астероїд 40201 Безелі . Ця обсерваторія розміщена в одній із шкіл асоціації École du Monde у Безелі, на північному заході острова Мадагаскар, у 40 км від Махаджанги. Обсерваторія оснащена телескопом Шмідта-Кассегрена марки Celestron, оснащеним дзеркалом 356 мм, на екваторіальному монтуванні.

## Дивіться також
- Телескоп-рефлектор
- Обсерваторія мису Доброї надії
- Змінні зорі
- Галактики